# Эльфтрита Уэссекская
Эльфтрита Уэссекская (также известна как Эльфрида и Эльфруда; др.-англ. Ælfthryth, Elftrude, Elfrida; около 877 — 7 июня 929) — дочь короля Уэссекса Альфреда Великого и жена графа Фландрии Бодуэна II.

## Биография
Эльфтрита была младшим ребёнком короля Уэссекса Альфреда Великого и его жены Эльсвиты. В период с 893 по 899 год она вышла замуж за графа Фландрии Бодуэна II. Дети от этого брака:
- Арнульф (ок. 890—964), граф Фландрии
- Адалульф (ок. 890—933), граф Булони
- Эльсвид
- Эрментруда